# Lac de Conflans
Le lac de Conflans est un lac situé dans le Massif du Jura, sur les communes de Thoirette (Jura) et de Corveissiat (Ain), à environ 20-25 km au nord nord-est de Bourg-en-Bresse et 10 km à l'ouest d'Oyonnax. 

## Géographie
Il est au pied du château de Conflans. Il se trouve à la confluence de la Valouse avec l'Ain.